# Given to the Wild
Given to the Wild — третий студийный альбом британской инди-рок группы The Maccabees, выпущенный 9 января 2012 года.
Альбом был номинирован на премию Mercury Prize 2012.

## Отзывы
| Совокупная оценка | Совокупная оценка                                                        |
| Источник          | Оценка                                                                   |
| ----------------- | ------------------------------------------------------------------------ |
| Metacritic        | 69/100                                                                   |
| Оценки критиков   |                                                                          |
| Источник          | Оценка                                                                   |
| Clash             | (9/10)                                                                   |
| The Guardian      | [ 5 ]                                                                    |
| Drowned in Sound  | (7/10)                                                                   |
| The Times         | 4 из 5 звёзд · 4 из 5 звёзд · 4 из 5 звёзд · 4 из 5 звёзд · 4 из 5 звёзд |
| NME               | (9/10)                                                                   |
| The Fly           | (9/10)                                                                   |
| The Upcoming      | [ 7 ]                                                                    |
| The Music Service | [ 8 ]                                                                    |
| Pop 'stache       | [ 9 ]                                                                    |
| Pitchfork         | (4.0/10)                                                                 |
| AllMusic          | [ 1 ]                                                                    |

Альбом получил положительные отзывы музыкальных критиков и интернет-изданий.
Джон О’Брайен из AllMusic отметил, что «Одна из немногих гитарных групп, которой удалось преодолеть всеобщее безразличие к британской инди-сцене в последнее время, базирующаяся в Южном Лондоне пятерка the Maccabees добилась своего первого попадания в десятку лучших с третьим альбомом Given to the Wild, интеллектуальной смесью экспериментального рока и многослойной кинематографической поп-музыки, вдохновленной такими разными исполнителями, как Кейт Буш, The Stone Roses и Дэвид Боуи. Спродюсированный Тимом Голдсуорси (LCD Soundsystem, Massive Attack) и Цензо Тауншендом (Kaiser Chiefs, New Order), альбом, ставший продолжением альбома 2009 года Wall of Arms, включает синглы „Pelican“ и „Feel to Follow“».

## Список композиций
Все треки написаны The Maccabees.
| №                   | Название                                 | Длительность |
| ------------------- | ---------------------------------------- | ------------ |
| 1.                  | «Given to the Wild (Intro)»              | 2:11         |
| 2.                  | «Child»                                  | 4:31         |
| 3.                  | «Feel to Follow»                         | 3:29         |
| 4.                  | «Ayla»                                   | 3:47         |
| 5.                  | «Glimmer»                                | 4:03         |
| 6.                  | «Forever I've Known»                     | 5:21         |
| 7.                  | «Heave»                                  | 4:24         |
| 8.                  | «Pelican»                                | 3:44         |
| 9.                  | «Went Away»                              | 3:38         |
| 10.                 | «Go»                                     | 4:12         |
| 11.                 | «Unknow (при участии Catherine Pockson)» | 5:07         |
| 12.                 | «Slowly One»                             | 4:17         |
| 13.                 | «Grew Up at Midnight»                    | 4:00         |
| Общая длительность: | Общая длительность:                      | 52:51        |

## Чарты
| Чарт (2012)                             | Высшая позиция |
| --------------------------------------- | -------------- |
| Бельгия Belgian Albums Chart (Flanders) | 92             |
| Ирландия Irish Albums Chart             | 31             |
| Нидерланды Dutch Albums Chart           | 57             |
| Великобритания UK Albums Chart          | 4              |